# Lema puncticollis
Lema puncticollis är en skalbaggsart som först beskrevs av Curtis 1830.  I den svenska databasen Dyntaxa används istället namnet Lema cyanella. Lema puncticollis ingår i släktet Lema och familjen bladbaggar. Arten är reproducerande i Sverige. Inga underarter finns listade i Catalogue of Life.